# キリストの哀悼 (コレッジョ)
『キリストの哀悼』（伊: Compianto sul Cristo morto, 英: Lamentation of Christ）は、イタリア、ルネサンス期のパルマ派の画家コレッジョが1524年頃に制作した絵画である。油彩。同時期の『四聖人の殉教』（Martyrdom of Four Saints）とは対作品であり、ともにパルマのサン・ジョヴァンニ・エヴァンジェリスタ聖堂のデル・ボーノ家（Del Bono family）の礼拝堂祭壇画として制作された。現在はパルマ国立美術館に所蔵されている。

## 制作背景
発注主はパルマの貴族で、ローマ教皇パウルス3世の告白者であったプラシド・デル・ボーノ（Placido del Bono）である。これはコレッジョがちょうどサン・ジョヴァンニ・エヴァンジェリスタ聖堂のクーポラの天井画『パトモスの聖ヨハネの幻視』（Vision of St. John on Patmos）の制作を終えた頃の作品であり、おそらく天井画の成功がきっかけとなって発注されたと考えられる。サン・ジョヴァンニ・エヴァンジェリスタ聖堂にあるデル・ボーノ礼拝堂の左右の壁を飾るために『四聖人の殉教』とともに制作された。

## 作品
コレッジョは磔刑に処された後に十字架から降ろされたキリストの遺体と対面する人々を描いている。キリストの遺体は右からの光に照らされて白く輝き、聖母マリアの膝と大地の上に力なく投げ出されている。キリストの口は半開きで、半分閉じられた双眸は白目をむき、手の指は磔刑で受けた釘の苦しみを如実に物語る形で硬直したままになっている。聖母はショックのあまり気を失い、福音書記者の聖ヨハネとクロパの妻マリアが駆け寄って聖母を支えている。そしてキリストの足元ではマグダラのマリアが駆け寄って深い悲しみを露わにしている。彼女は感情を抑えるかのように両手を組んでいるが、その髪は乱れ、表情は悲しみに歪んでいる。背景では遺体を降ろし終えたニコデモが梯子を下りている。本作品におけるコレッジョの場面選択は極めて異例である。通常、この主題はキリストの遺体が十字架から降ろされる場面か（十字架降下）、香油が塗られた遺体の前で祈る場面が描かれるのに対して、コレッジョは遺体に相対する人々の最初の宿命的な感情の動きを捉えている。ルーヴル美術館のアンドレア・マンテーニャの『磔刑』（Crocifissione）や、ボルゲーゼ美術館のラファエロ・サンツィオの『キリストの埋葬』（Deposizione）のように聖母はしばしば気絶した姿で描かれるが、聖母とキリストの顔の近さと上下の対称性は両作品にはない特徴であり、その点によって母と子の結びつきと哀れみの感情が強調されている。背景では荒廃した土地が広がり、貧しい土地は岩が多く、植物はまばらである。感傷的な場面とその表現は殺伐とした風景とも響き合っている。
この作品は対作品『四聖人殉教』とともに登場人物が画面の内側に収まりきらない断ち切られ方をしている。おそらくそれは礼拝堂の大きさという祭壇画特有の制約に由来している。そのためコレッジョは限られた大きさの画面にそれぞれ6人の登場人物を圧縮して描く必要性から、上下左右の舞台袖をカットして、人物の集団に近づくというズームにも似た映像的手法を選択した。その結果、人物たちの悲哀に焦点が当てられ、キリストがそれまで掛けられていた十字架はもはや基底部分しか描かれていない。構図上の大きな特徴としては、マグダラのマリアが孤立して左右の対称性を崩しているものの、コレッジョに特有の画面を斜めに横切る対角線に人物が配置されている。これは礼拝堂の右の壁に絵画が設置され、人々が礼拝堂に入った位置の斜めの角度からでも絵画を見ることができるようにという、遠近法的配慮に基づくものである。
人物像の表現は当時エミリア地方で多く制作されていたテラコッタ製の悲歎者像の影響が指摘されている。これらの彫像の表現はきわめて演劇的であり、表情や身振りなど厳密な観察に基づいて制作されている。コレッジョはこれらの彫像に注目して、そこから感情が表情や身ぶりに与える効果あるいはその組み合わせなど、運動や感情表出の新しい表現を引き出した。
こうした要素は反宗教改革期のボローニャとロンバルディアの絵画と17世紀のリアリズム絵画の重要な範例となり、バロック絵画の斬新かつダイナミックな絵画の先駆的作品となった。一方、物語の悲壮さを強調する作品の性格は調和と均衡による優美さによって称賛を受けたコレッジョの他の作品と比べると必ずしも理解されてきたわけではない。しかしこの点において、次の世紀において非常に愛される作品となった。

## 影響

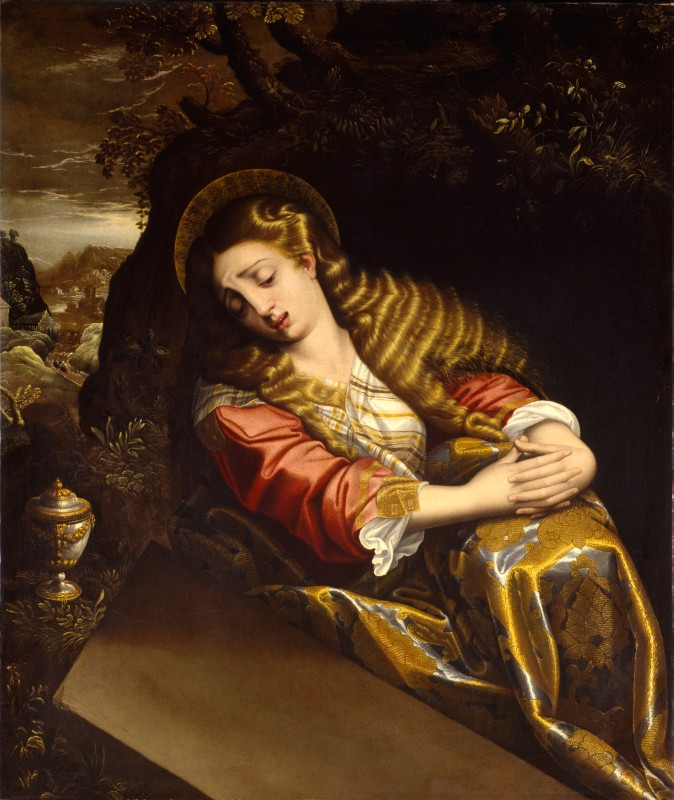
スキピオーネ・パルゾーネの1570年頃の絵画『墓のマグダラのマリア』。カリプロ財団所蔵。

特に本作品のマグダラのマリアは多くの芸術家を魅了した。スペインの芸術家パブロ・デ・セスペデスは前4世紀の古代ギリシアの画家ティアマンテスが描き、大プリニウスによって言及された『イピゲネイアの犠牲』（The sacrifice of Iphigenia）の場面を思い起こさせる、並外れた痛みの表現を見い出した。エングレーヴィングもまた多数制作された。ミラノの大司教チェザーレ・モンティはコレッジョの初期の作品『東方三博士の礼拝』に加えて、『キリストの哀悼』と『四聖人の殉教』の複製、さらに『キリストの哀悼』のマグダラのマリアのみを複製した作品を所有していた。スキピオーネ・パルゾーネの『墓のマグダラのマリア』（Maria Maddalena alla Tomba, 1570年頃）、ルイス・フィンソンのマルセイユ美術館の『マグダラのマリアの法悦』（Maria Maddalena in estasi, 1612年）、ピエトロ・ダサロのレッジョ・ディ・カラブリアのピナコテカ・コムナーレの『マグダラのマリア』（Maria Maddalena）などの作品は、明らかに本作品のマグダラのマリアをもとに制作されている。

## 来歴
絵画はデル・ボーノ礼拝堂の右の壁に『四聖人の殉教』と向かい合う形で設置された。1796年にナポレオン軍に略奪されてパリに運ばれたが、1816年に返還されてパルマ国立美術館に収蔵された。

## ギャラリー

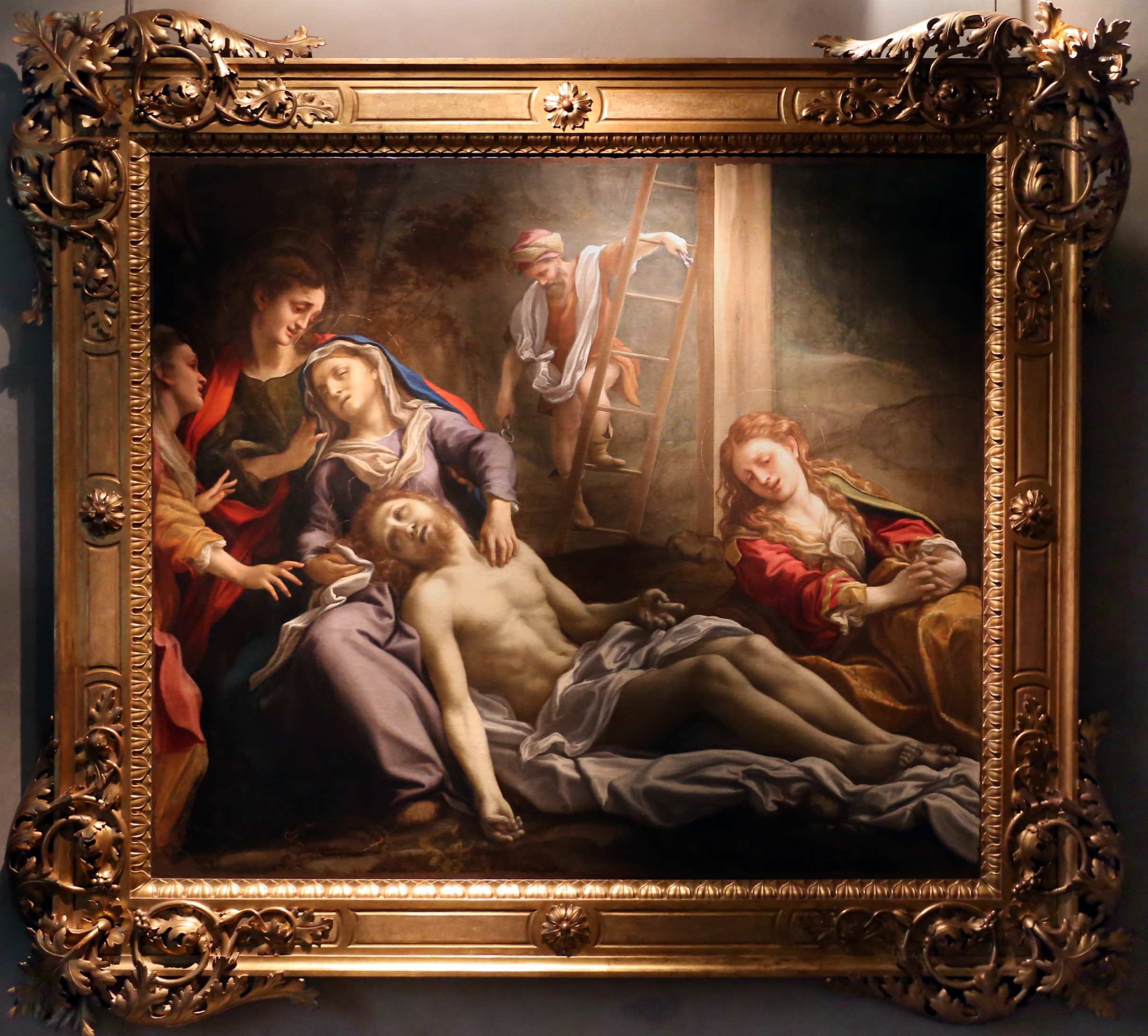
『キリストの哀悼』1524年-1525年 パルマ国立美術館所蔵
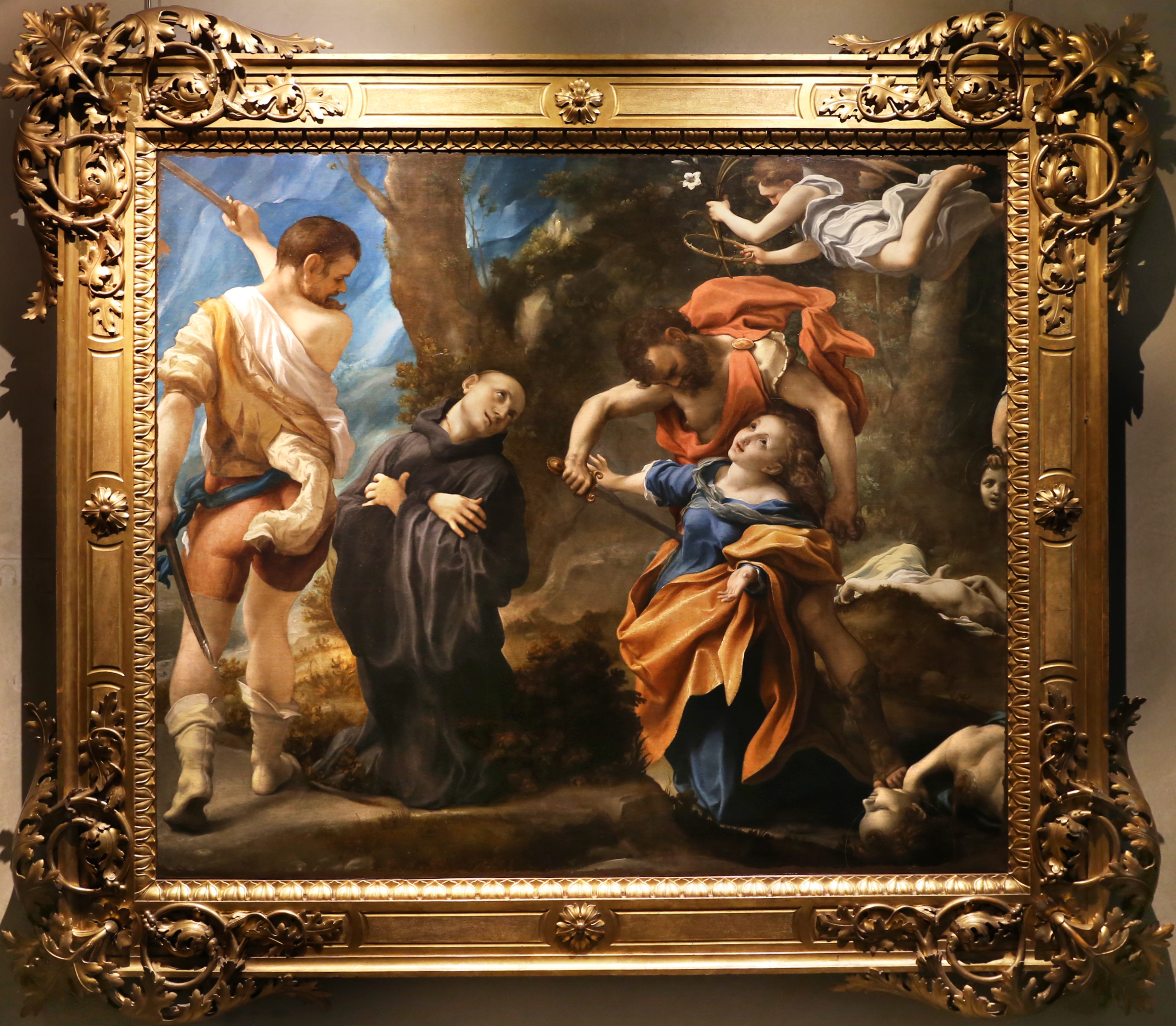
『四聖人の殉教』1524年-1525年 パルマ国立美術館所蔵